# 河南郡 (僑郡)
河南郡，東晉孝武帝時期設置的僑郡。
劉宋大明元年（457年）割襄陽郡西界為該郡實土。寄治今河南省南陽市東南，下領棘陽縣（舊屬新野郡）、襄鄉縣（舊屬襄陽郡）及河南、新城、河陰、洛陽4個僑縣。蕭齊永泰元年（497年）為北魏所攻陷，該郡無由得存。